# Glasbaarzen
Glasbaarzen (Centropomidae) vormen een familie van zoetwater- en zeevissen in de orde van baarsachtigen (Perciformes). De familie is waarschijnlijk ontstaan in het Krijt. 

## Kenmerken
Het zijn typische baarsachtigen qua vorm, voornamelijk doordat de vissen dorsale vinnen in twee delen hebben en vaak een concave vorm van de kop. De inwendige organen en de wervelkolom van de vissen uit het geslacht Chanda zijn goed zichtbaar in het geheel doorzichtige lichaam, met uitzondering van de kop.

## Verspreiding en leefgebied
De soorten in de familie komen voor in de Atlantische, Indische en Grote Oceaan.

## Visserij
Vele soorten uit deze familie zijn belangrijke visserijvissen en enkele zijn geïntroduceerd buiten hun inheemse leefomgeving om visserijvoorraden te verstrekken.

## Taxonomie

### Moderne taxonomie
In de huidige indeling kent de familie slechts één geslacht, Centropomus. Alle vier de soorten kunnen gemakkelijk geïdentificeerd worden door de laterale zwarte lijn.
- Onderfamilie Centropominae
  - Centropomus Lacépède, 1802

### Voormalige taxonomie
Vóór 2004 omvatte de familie vier geslachten en ongeveer 23 soorten. De drie andere geslachten binnen de Centropomidae werden geplaatst in de onderfamilie Latinae. Deze groep wordt tegenwoordig als zelfstandige familie Reuzenbaarzen (Latidae) beschouwd, omdat een cladistische analyse aantoonde dat de oude familie Centropomidae parafylisch was.